# Alissa in Concert
Alissa in Concert is een Nederlandse film uit 1990 in zwart-wit van Erik van Zuylen met in de hoofdrollen France-Marie Uitti en Michael Andrews
De film is gebaseerd op een scenario van Erik van Zuylen, geïnspireerd door de opera Orpheus. De film werd goed ontvangen door de pers, maar was niet erg succesvol in de bioscoop. 

## Verhaal
Alissa is celliste. Ze is op zoek naar haar geliefde Justice. Tijdens haar zoektocht wordt ze gehinderd door de zware cello die ze met zich mee blijft dragen. Voortdurend belandt Alissa in allerlei angstige en vreemde situaties, steeds als ze denkt Justice gevonden te hebben, verdwijnt hij. Haar zoektocht brengt haar naar een balzaal, ingericht als een mortuarium, waar ze haar geliefde zoekt tussen de opgebaarde lichamen. Als Alissa de zaal weer betreedt zijn er plotseling allerlei dansers. Een oude dame sommeert haar op de cello te spelen. Niemand dan Alissa haalt echter zulke zoetgevooisde klanken uit het instrument en ze betovert ze met haar magische klanken het gezelschap. Ze ontsnapt en komt bij een druivenkoopman die een kamer aan Justice heeft verhuurd. Aangezien de laatste nog huur verschuldigd is, wil de koopman de cello van Alissa als betaling. Ook nu weet Alissa te ontkomen. Uiteindelijk lukt het Alissa niet haar geliefde te vinden, ze weet nu dat ze alleen in haar liefde staat.

## Rolverdeling
| Acteur              | Personage        |
| ------------------- | ---------------- |
| Frances-Marie Uitti | Alissa           |
| Michael Matthews    | Justice          |
| Pim Lambeau         | Oude Dame        |
| Johan Leysen        | Ziekenbroeder    |
| Hans Veerman        | Huisbaas         |
| Guido Lauwaert      | Ceremoniemeester |
| Trudy de Jong       | Vrouw            |
| Jan Steen           | livreiknecht     |

## Achtergrond
De film Alissa in concert was oorspronkelijk een onderdeel van een theatervoorstelling. In de voorstelling
gaven de hoofdrolspeelsters, celliste Frances-Marie Uitti en Michael Matthews, vanaf het podium, commentaar op de filmscènes die werden geprojecteerd. Alissa in Concert is een bewerking van de mythe van Orpheus. De muzikant Orpheus, hij speelt op een lier, is bijna gek van verdriet als zijn geliefde Eurydice wordt gebeten door een giftige slang en sterft. Hij volgt haar tot in het dodenrijk en smeekt aan de god van de onderwereld Hades om Eurydice te mogen meenemen naar het land van de levenden. Hij weet de goden van de doden te imponeren met zijn gezang en lierspel. Hades geeft Orpheus toestemming om Eurydice mee te nemen. Echter er is één voorwaarde, Orpheus mag niet omkijken, doet hij het wel dan zal Eurydice voorgoed in het dodenrijk moeten blijven. Alles het tweetal door het dodenrijk loopt naar de uitgang kan Orpheus zich niet bedwingen. Hij wil zien of Eurydice hem wel volgt. Als hij zijn hoofd omdraait om dat te controleren, wordt Eurydice teruggevoerd naar Hades. In de film speelt Alissa de rol van Orpheus, met een cello in plaats van een lier. Ook zij kan met haar cello magische klanken voortbrengen die iedereen betovert. De balzaal, ingericht als mortuarium is het dodenrijk met de oude dame als Hades. Haar geliefde heet Justice (het Engelse woord voor rechtvaardigheid). Het lijkt alsof Justice de liefde van Alissa ontloopt. Steeds is hij verdwenen. In de film is het laatste woord aan een Afro-Amerikaan die uitlegt hoe zijn relatie met een vrouw is verlopen en dat ze bij hem wegging. Het laat de man verder koud. 

## Productie
De film werd onder andere opgenomen in Rotterdam in Nederland en Oostende (in de speelzaal van het Casino-Kursaal) en Zeebrugge in België.